# Camp Municipal d'Esports de Mollerussa
El 'Camp Municipal d'Esports és l'estadi on juga el Club de Futbol Joventut de Mollerussa. En 1988, quan el club ascendí a la segona divisió espanyola de futbol fou ampliat en En 2007 s'hi instal·là gespa artificial, que fou renovada en 2019, i durant aquesta renovació les pistes de tennis es van transformar en camp de futbol 7. En 2022, amb motiu d'un partit de copa del rei de futol masculina de l'equip de la ciutat contra el Rayo Vallecano, es va instal·lar una grada supletòria per a 1.200 espectadors, arribant a 4000.